# Заречье (Угранский район)
 Заречье — деревня в Смоленской области России, в Угранском районе. Расположена в восточной части области в 20 км к северо-востоку от Угры, на левом берегу реки Угры напротив села Знаменка. К югу от деревни проходит автодорога Р132 Вязьма — Калуга — Тула — Рязань.
Население — 54 жителя (2007 год). Входит в состав Великопольевского сельского поселения.

## Достопримечательности
- Памятники археологии:
  - Селище дьяковских племён начала нашей эры в 500 м к юго-западу от деревни.
  - Курганная группа (7 шаровидных курганов высотой до 3,2 м) второй половины 1-го тысячелетия н. э. в 700 м западнее деревни.